# Mitsuru Yoshida
Mitsuru Yoshida (吉田 満?, Yoshida Mitsuru; Tokyo, 6 gennaio 1923 – Tokyo, 17 settembre 1979) è stato un ufficiale e scrittore giapponese.
È stato ufficiale della marina imperiale giapponese nella seconda guerra mondiale. In servizio sulla corazzata Yamato durante l'Operazione Ten-Go, un tentativo di raggiungere le truppe di terra impegnate nella battaglia di Okinawa, fu uno dei 269 sopravvissuti all'affondamento della nave avvenuto il 7 aprile 1945.
Nel dopoguerra divenne scrittore, viene ricordato soprattutto per il libro di memorie Senkan Yamato-no Saigo (戦艦大和ノ最期, Gli ultimi giorni della corazzata Yamato, 1952), tradotto in italiano nel 2002 con il titolo Addio ciliegi in fiore. Dal libro è stato tratto un film nel 1953, Senkan Yamato, (戦艦大和, prodotto dalla Shin-Toho e diretto da Yutaka Abe).
Nel 1957 si unì alla Chiesa unita di Cristo giapponese. Negli anni '60 e '70 scrisse opere su diversi argomenti, tra i quali la guerra del Pacifico e quella del Vietnam, esprimendo un forte pacifismo e una biografia dell'ammiraglio Seiichi Itō (1977).